# Het helse paasvuur
Het helse paasvuur (Engelse titel: Black Easter) is een roman uit 1968 van de Amerikaanse schrijver James Blish. Het werd in Nederland uitgegeven door Born N.V. in hun reeks sciencefictionboeken, maar hoort daar voor wat betreft thematiek niet in thuis. Het is eerder fantasy. Blish voltooide het in Alexandria (Virginia).

## Synopsis
Het boek speelt zich in een tijdperk dat de Koude oorlog nog aan te gang is. De zeer rijke wapenhandelaar Bairnes heeft een grote onvervulde wens en schakelt daarbij de magiër Theron Ware in. Ware moet voordat hij aan de uiteindelijke opdracht begint eerst laten zien dat hij bekwaam is voor die taak. Een eerste testopdracht is het onopvallend vermoorden van een ex-gouverneur van Californië. De tweede testopdracht is het ombrengen van ene wetenschapper Dr. Stockhausen, die Bairnes steeds dwarszit in zijn handelswaar. Ware slaagt met vlag en wimpel. Het duo wordt tijdens die testen uitgebreid met de monnik Dominico, die het religieuze standpunt in de gaten moet houden. De ultieme wens van Bairnes blijkt te bestaan uit het vrijlaten van alle belangrijke demonen uit de hel op eerste paasdag om vervolgens het resultaat te aanschouwen. Uiteraard maakt de monnik bezwaar maar kan er uiteindelijk niet voor zorgen dat de wens niet wordt ingewilligd en uitgevoerd. Op die eerste paasdag breekt de hel los op Aarde, maar achteraf wordt geconstateerd, dat dat eigenlijk niet aan de demonen heeft gelegen. Het was de mensheid zelf die zorgde voor een hel op aarde. De demonen kunnen volgens Baphomet niet meer terug; God is dood.    

## Verwijzingen
Het boek zit vol verwijzingen naar andere literatuur:
- The Damnation of Theron Ware is een boek uit 1896 van Harald Frederic (de zucht naar kennis leidt naar ondergang)
- De vermoorde gouverneur heet Rogan, in 1969 was Ronald Reagan gouverneur van Californië
- Anthony Boucher (Vader Boucher)
- Jack Vance (Vader Vance)
- Robert Anson (Vader Anson)
- Roger Zelazny (Vader Selhany)
- J. Michael Rosenblum (Vader Rosenblum)
- James Blish zelf (Vader Athelling)

In het voorwoord benoemd Blish een aantal titels van boeken/schrijfsel, die hoe onwaarschijnlijk ze ook klinken toch echt zijn uitgegeven:
- Ars Magna van Ramon Llull
- The Nullity of Magic van Roger Bacon
- The Book of Ceremonial Magic van Arthur Edward White
- Enchiridion van Paus Leo III
- The Effects of Atomic Weapons, overheidsrapport van de VS
- Grand Grimoire
- Grimorium verum
- Clavicula Salomonis (Sleutels)
- The Screwtape letters van C.S. Lewis